# Hôtel Calemard de Montjoly
L'hôtel Calemard de Montjoly est un hôtel particulier situé en France sur la commune de Craponne-sur-Arzon, dans la région Auvergne-Rhône-Alpes.

## Localisation
L’hôtel particulier est situé dans le département français de la Haute-Loire, sur la commune de Craponne-sur-Arzon, dans l'ancienne région administrative d'Auvergne.

## Historique
Érigé sur des fondations préexistantes, l'édifice a vu le jour au XVIIe siècle. Commandité pour une famille de la noblesse, cet hôtel arbore un style architectural et décoratif typique de l'époque classique dans la région du Velay.

## Description
Édifié sous une forme carrée, cet hôtel est structuré en quatre pièces à l'intérieur, avec un escalier adossé au mur nord. Il partage un mur mitoyen avec la maison voisine, établissant une communication à travers deux ouvertures. La cage d'escalier présente des boiseries ornées de panneaux rectangulaires, tandis qu'un placard à boiseries est intégré sous la première volée. Le garde-corps est constitué d'une balustrade en bois tourné datant du XVIIe siècle. Au rez-de-chaussée, la cuisine conserve une cheminée coiffée d'un manteau agrémenté de boiseries du XVIIe siècle. Dans le grand salon, des boiseries du XVIIIe siècle, richement moulurées, décorent l'espace. À l'étage, la chambre à alcôve présente un décor de style Louis XVI.

## Protection
L’hôtel particulier est inscrit au titre des monuments historiques par arrêté du 21 août 1992.